# Thraulodes valens
Thraulodes valens är en dagsländeart som först beskrevs av Eaton 1892.  Thraulodes valens ingår i släktet Thraulodes och familjen starrdagsländor. Inga underarter finns listade i Catalogue of Life.